# Aproximant lateral alveolar sonora velaritzada
L'aproximant lateral alveolar sonora velaritzada, sovint pot ser faringealitzada, també coneguda com a ela velar o ela fosca, és un tipus de so consonàntic usat en algunes llengües oral. La velarització o faringealització estan més associades generalment a les articulacions dentals de consonants coronals així que la ela fosca tendeix a ser dental o denti-alveolar mentre que la ela clara tendeix a retraure's cap a una posició alveolar.

## Característiques
- La seua articulació és aproximant, això vol dir que es produïx estretint el tracte vocal al lloc de l'articulació encara que no ho fa prou per a produir un flux d'aire turbulent.
- El seu lloc d'articulació és dental o alveolar, això vol dir que s'articula amb la punta de la llengua (o, més rarament,[1] amb la làmina de la llengua) tocant la vora alveolar. També té una articulació secundària de velarització o faringealització, que consistix en l'aproximació del dors o l'arrel de la llengua al paladar tou (velum) o el dors de la gola, respectivament.
- La seua fonació és sonora, això vol dir que les cordes vocals vibren durant l'articulació.
- És una consonant oral, eixint l'aire només per la boca.
- És una consonant lateral, la qual es produïx dirigint el flux d'aire pels costats de la llengua més que pel mig.
- El mecanisme del flux d'aire és pulmonar, articulant-se mitjançant l'espenta d'aire exclusivament dels pulmons i diafragma, com a la majoria dels sons.

## Lalvelar en català
Depenent del dialecte la ela té diverses vocalitzacions, principalment les eles són de pronunciació apicoalveolar a excepció d'alguns pobles de Mallorca on és retroflexa. La ela clara de l'alguerès actual, al català aragonès i al català de les grans ciutats més influïdes pel castellà i pel francès. La ela amb un grau més velaritzat sense arribar a un so completament velar com passa al valencià i antigament a l'alguerès. La ela completament velar de la major part del català principatí, rossellonès i al balear. I la ela fortament velar i retroflexa amb contacte àpico-prepalatal d'alguns pobles de les Illes Balears com a Felanitx.
D'aquesta manera el català oriental i el català occidental diferencien que a l'oriental tota l és velar en qualsevol posició amb diversitat en el grau de velarització i al català occidental els parells [l]~[ɫ] són parells al·lòfons i depenent de la posició de la l al mot és un o altre al·lòfon.